# Raymond Vieussens
Raymond Vieussens (ou Raimond Vieussens, ou Raymond de Viessens, selon les sources), né vers 1641 au Vigan (Lot) et mort le 16 août 1715 à Montpellier, est un médecin et anatomiste français.

## Biographie
Né au Vigan dans le Rouergue, il étudie la médecine à l'université de Montpellier où il est diplômé en 1670.Il se rend ensuite à Paris où il est nommé médecin de la Grande Mademoiselle, puis va se fixer à Montpellier où il devient médecin, en 1671, de l'hôpital Saint-Éloi.
Son travail est principalement orienté vers l'étude du cerveau et du système nerveux, s'intéressant également à la physiologie et à l'anatomie du cœur. Il donne ainsi des descriptions précises des symptômes du rétrécissement mitral et de l'insuffisance aortique. Considéré comme anatomiste de talent, il réalisa des centaines d'analyses nécropsiques.
Médecin-conseiller ordinaire de Louis XIV, il est nommé membre de l'Académie royale des sciences en France et membre de l'académie royale de Londres.

## Éponymie
Un certain nombre de structures anatomiques portent son nom :
- le centre ovale de Vieussens, située dans le cerveau ;
- la valve de Vieussens ou voile médullaire supérieure ;
- l'anneau de Vieussens : « relief musculaire existant autour de la fosse ovale sur la cloison des oreillettes »[3] ;
- le ventricule de Vieussens ou cavité septale ;
- l'anse de Vieussens ou anse sub-clavière ;
- le ganglion de Vieussens ou ganglion cœliaque ;
- l'isthme de Vieussens ou limbe de la fosse ovale ;
- les veines de Vieussens ou veines brachiocéphaliques.

## Œuvres et publications
- (la) Raymundi Vieussens doctoris medici Monspeliensis Nevrographia universalis. Hoc est, omnium corporis humani nervorum, simul & cerebri, medullæque spinalis descriptio anatomica; Eaque integra et accurata, variis Iconibus fideliter & ad vivum delineatis, æréque incisis illustrata: Cum ipsorum actione et usu, Physico discursu explicatis. [Editio nova], Lugduni, Apud Joannem Certe, in vico Mercatorio, sub signo Trinitatis, 1684, Texte intégral.
- (la) Neurographia universalis,1684, Texte intégral.
- (la) Tractatus duo, 1688.
- (la) Epistola de sanguinis humani, 1698.
- Deux dissertations, 1698.
- Réponse du Sr Vieussens docteur en médecine de la faculté de Montpellier, a trois lettres imprimées du Sieur Chirac Professeur de medecine de l'université de la même ville, A Montpellier, chez Honoré Pech, 1698, Texte intégral.
- (la) Novum vasorum corporis humani systema, 1705, [consiréré comme l'un des premiers classiques de la cardiologie][4].
- (la) Dissertatio anatomica de structura et usu uteri ac placentae muliebris, 1712.
- Traité nouveau de la structure de l'oreille, A Toulouse, chez Jean Guillemette, Imprimeur & Libraire Juré de l'Université, ruë de la Porterie, à la Pallas, 1714, Texte intégral.
- Traité nouveau des liqueurs du corps humain, 1715.
- Traité nouveau de la structure et des causes du mouvement naturel du cœur, A Toulouse, chez Jean Guillemette, Imprimeur & Libraire Juré de l'Université, ruë de la Porterie, à la Pallas, 1715, Texte intégral.